# Fészkes fenevadak
Fészkes fenevadak (Fierce Creatures) Robert Young és Fred Schepisi rendezésével készült angol-amerikai vígjáték. A forgatókönyvet Ian Johnstone és John Cleese írták. A film az Universal Pictures megbízásából készült 1997-ben. Magyar szinkront a Videovox Stúdió (Kft.) készítette.
A film története egy állatkert körül játszódik, ami épp a csőd közelében áll. A főszereplőt, vagyis Rollót John Cleese az angol komikus alakítja, a jószívű Willa Westont, pedig Jamie Lee Curtis. Érdekesség hogy Kevin Kline két jellemet is játszik egyszerre a filmben Rod McCaint és fiát, Vince-t akik épp nem a legjobb viszonyt ápolják egymással. A három főszereplő és Michael Palin már 1988-ban játszottak együtt A hal neve: Wanda című vígjátékban.

## Cselekmény
A London melletti Marwood állatkertet eladják az Octopus Inc. vállalatnak. Az Octopus Inc. tulajdonosa, Rod McCain azt követeli, hogy a csoportjához tartozó összes vállalat magas, 20%-os hozamot érjen el. Ennek érdekében a Marwoodi Állatkertben csak halálos és veszélyes állatokat mutathatnak be, mivel ezek a közönség körében népszerűbbnek számítanak. Az ambiciózus menedzsert, Willa Westont (Jamie Lee Curtis) és a főnök fiát, Vince-t veszik fel az irányelvek végrehajtására. Amikor az állatkert néhány állatát túl ártalmatlannak és nem elég közönségkedvelőnek ítélik, az állatkert igazgatója, Rollo Lee (John Cleese) (aki nyugdíjas zsaru) azzal az ötlettel áll elő, hogy legjobb, ha megölik őket. Állítólag azért kell keménynek lennie a munkájában, mert az Octopus Inc.-et a terror uralja. Azonban Lee nem öleti le, hanem a saját lakásában rejtegeti az állatokat. A többi állatról „kiderítik”, hogy nagyon veszélyes, ezekkel baleseteket színlelnek, az állattartók művérrel teszik hihetőbbé az állatok támadásait. 
Míg Weston és Vince McCain az éjszaka közepén felhívják Lee-t, hogy megbeszéljék a cég részleteit, ő néhány elrejtett állatot a női nevükön szólít, hogy megnyugtassa őket. Weston és McCain meg van győződve arról, hogy Lee lakásában szexuális orgia zajlik. 
A tulajdonos fia folytatja az ellenőrzést, és úgy dönt, hogy az egész állatkertet nevetséges reklámokkal borítja be, miközben zsarnoki apja azt tervezi, hogy lerombolja az állatkertet, hogy a helyén egy golfpályát hozzon létre. Mostanra Willa nagyon megkedvelte az állatokat, és nem hagyja, hogy főnöke megússza a dolgot.
A főnök Angliába jön, hogy átvegye az állatkert vezetését, és Lee-t lefokozza a személyzeti hierarchiában. Miközben Lee beköltözik új „irodájába”" az egykori ragadozótelepen, Lee munkatársai rájönnek, hogy az állatok, amelyeket állítólag megöltek, valójában nem haltak meg. Weston és McCain szemtanúi lesznek, amint két fiatal állatkerti gondozónő hálából megcsókolja Rollót. McCain undorodik, és figyelmezteti Lee-t, Weston viszont kíváncsi, hogy mi lehet a háttérben.
Egy ellenőrző látogatás során Rod felajánlja fiának, hogy az állatkertet jövedelmezőség hiányában bezárják, és golfközpontot csinálnak belőle. Azt is közli vele, hogy ha ő meghal, kriogén kezelésnek veti alá magát, és a pénzét letétbe helyezi, hogy később feltámadhasson, így a fia nem örököl semmit. A beszélgetés során Rollo és más állatkerti alkalmazottak meghallják őket, Willa ezt félreérti, és újabb orgiának értelmezi. Rollo és Willa, akik egyre közelebb kerülnek egymáshoz, megtudják, hogy Vince McCain elsikkasztotta a bevétel egy részét. Amikor az utazó apja rájön, és azzal fenyegetőzik, hogy letartóztatja a fiát, az véletlenül agyonlövi. 
Az állatkert alkalmazottainak segítségével Vince-nek sikerül a saját apjának kiadnia magát a rendőrségen, és ebben a szerepében végrendeletében az Octopusra hagyja vagyonát, apja segédjét rövid úton kirúgja, az állatkertet pedig alapítványként az alkalmazottaknak adja. 
Weston és Lee egy párt alkotnak. Az utolsó jelenetben Rollo megcsókolja Willát, akit véletlenül Wandának nevez, és bevallja, hogy már régóta nem volt kapcsolata nővel.

## Szereplők
| Szereplő                | Színész          | Magyar hang      |
| ----------------------- | ---------------- | ---------------- |
| Rollo Lee, igazgató     | John Cleese      | Szilágyi Tibor   |
| Willa Weston, menedzser | Jamie Lee Curtis | Kovács Nóra      |
| Vince McCain, Rod fia   | Kevin Kline      | Tordy Géza       |
| Rod McCain, tulajdonos  | Kevin Kline      | Tordy Géza       |
| Adrian `Bugsy` Malone   | Michael Palin    | Székhelyi József |
| Reggie Sea Lions        | Ronnie Corbett   | Szirtes Gábor    |
| Cub Felines             | Carey Lowell     | Juhász Judit     |
| Sydney Lotterby         | Robert Lindsay   | Kerekes József   |
| Neville                 | Bille Brown      | Forgács Gábor    |
| Garry Ungulates         | Derek Griffiths  | Hankó Attila     |
| Pip Small Mammals       | Cynthia Cleese   | Murányi Tünde    |
| Hugh Primates           | Richard Ridings  |                  |
| piros ruhás nő anyja    | Pat Keen         | Czigány Judit    |
| Masefield felügyelő     | Gareth Hunt      | Perlaki István   |
| hoteligazgató           | Kevin Moore      | Németh Gábor     |
| TV-s újságíró           | Kate Harper      | Fodor Zsóka      |

## Kritikák
James Berardinelli kritikus azt írta a ReelViews-on, hogy a film nem olyan „merész”, „vicces” vagy „szerethető”, mint az A hal neve: Wanda, de még mindig szórakoztató és sok „kiadós” nevetésre alkalmas. Berardinelli erősen dicsérte John Cleese alakítását.
„A szabadidőiparról és annak hatásairól készült viharos szatíra, amely néhány ízléstelenség ellenére is élvezetes szórakozást nyújt, sok fekete humorral vegyítve”. - Dictionary of International Film

„Nem egy nagy siker, de még mindig pörgős szórakozás.”

– Mozi magazin 06/1997

A wiesbadeni FBW német film- és médiabizottság a „különösen értékes” minősítést adta a filmnek.

## Fordítás
- Ez a szócikk részben vagy egészben  a   Wilde Kreaturen című német Wikipédia-szócikk fordításán alapul.  Az eredeti cikk szerkesztőit annak laptörténete sorolja fel. Ez a jelzés csupán a megfogalmazás eredetét és a szerzői jogokat jelzi, nem szolgál a cikkben szereplő információk forrásmegjelöléseként.